# The Bloodline
Palmarès
1 fois WWE Tag Team Champion (Tama Tonga et Jacob Fatu puis Tonga Loa)
1 fois WWE United States Champion (Solo Sikoa)
The Bloodline est un clan de catcheurs Heel composé de Solo Sikoa (leader), Tama Tonga, de Tonga Loa, de JC Mateo et de Tala Tonga. Le quintuor travaille actuellement à la World Wrestling Entertainment, dans la division SmackDown.

## Histoire du groupe

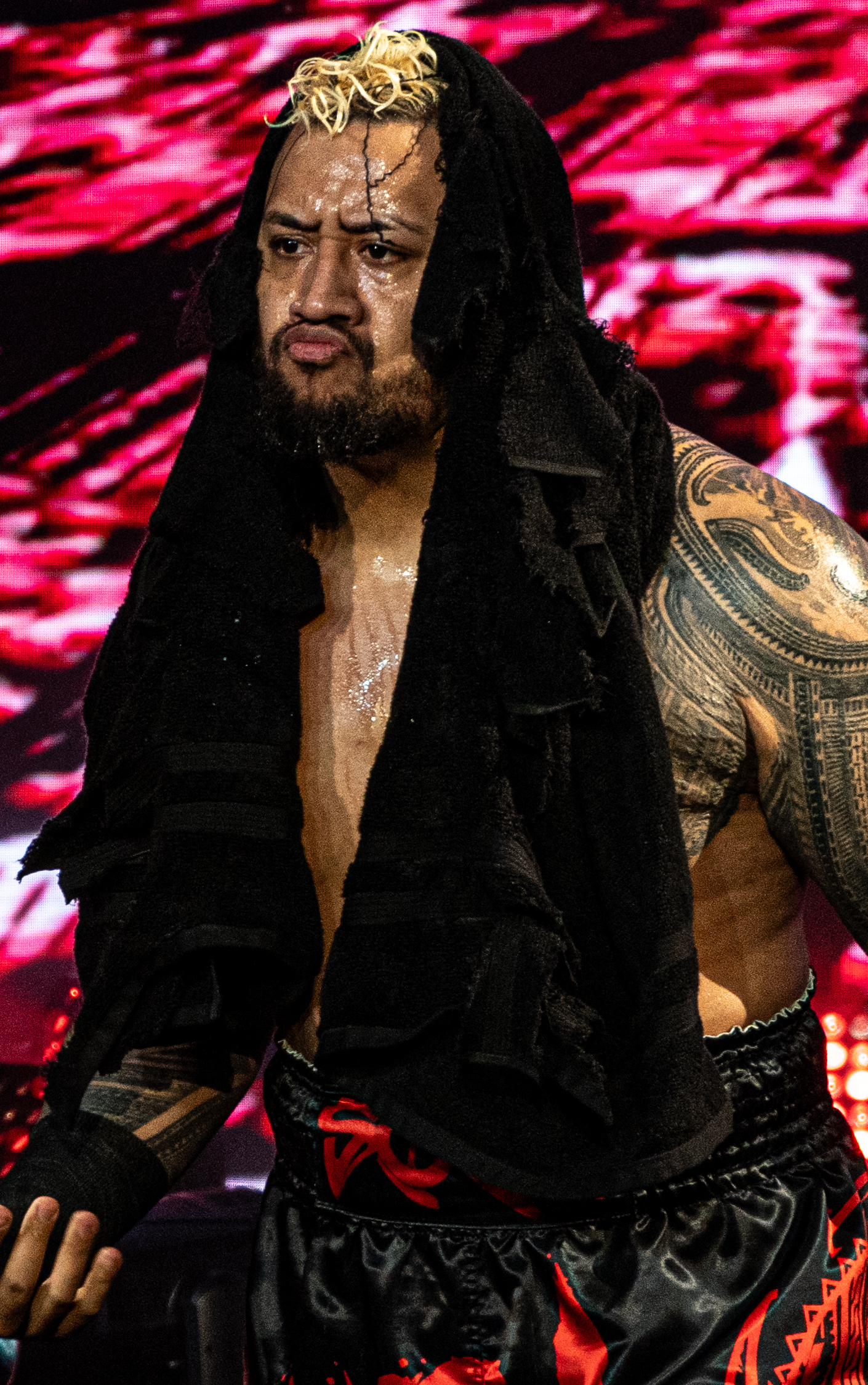
Solo Sikoa, 2024.

### World Wrestling Entertainment (2020-...)

#### Bloodline de Roman Reigns (2020-2024)
Le 23 août 2020 à SummerSlam, après la victoire du Fiend Bray Wyatt sur Braun Strowman pour le titre Universel, Roman Reigns fait un retour surprise et effectue un Heel Turn, car il porte un Spear sur les deux catcheurs. Le 30 août à Payback, alors que le combat a déjà commencé depuis 10 minutes, il confirme la signature de son contrat, puis redevient champion universel, pour la seconde fois, en battant ses deux adversaires dans un No Holds Barred Triple Threat match[réf. nécessaire]. Le 27 septembre à Clash of Champions, il conserve son titre en battant Jey Uso par abandon, à la suite de l'intervention du frère de ce dernier, Jimmy Uso, venu arrêter le combat[réf. nécessaire]. 
Le 25 octobre à Hell in a Cell, il conserve son titre en rebattant son cousin dans un Hell in a Cell « I Quit » match après avoir porté une Guillotine au frère ainé de son adversaire.
Le 30 octobre à SmackDown, Jey Uso bat Daniel Bryan et s'ajoute dans l'équipe masculine du show bleu pour les Survivor Series. Après le combat, il effectue un Heel Turn, car il attaque son adversaire avec un Superkick et trois Splashs, dont un sur la table des commentateurs, et reconnait son cousin comme son chef de tribu. Le 22 novembre aux Survivor Series, l'équipe SmackDown, dont il fait partie, perd face à celle de Raw dans un Men's 5-on-5 Traiditional Survivor Series Elimination Tag Team match. À la fin de la soirée, Roman Reigns bat le champion de la WWE, Drew McIntyre, dans un Champion vs. Champion match, aidé par les interventions extérieures de son jeune cousin. Le 20 décembre à TLC, il conserve son titre en battant Kevin Owens dans un TLC match. 
Le 31 janvier 2021 au Royal Rumble, il conserve son titre en battant à son même adversaire dans un Last Man Standing match[réf. nécessaire]. Le 21 février 2021 à Elimination Chamber, Jey Uso ne devient pas aspirant no 1 au titre Universel, battu par Daniel Bryan dans son tout premier Men's Elimination Chamber match qui inclut également Cesaro, Kevin Owens, Sami Zayn et King Corbin[réf. nécessaire]. Quelques instants plus tard, Roman Reigns conserve son titre en battant le vainqueur de la précédente stipulation. Après le combat, Edge lui porte un Spear et le choisit officiellement comme adversaire pour WrestleMania 37. Le 21 mars à Fastlane, il conserve son titre en rebattant son même adversaire, aidé par The Rated-R Superstar qui effectue un Tweener Turn, car ce dernier tabasse les deux catcheurs avec une chaise et abandonne son rôle de Special Enforcer. 
Le 11 avril à WrestleMania 37, il conserve son titre en rebattant son même opposant et en battant Edge dans un Triple Threat match. Le 7 mai à SmackDown, Jimmy Uso fait son retour de blessure, après un an d'absence, ce qui crée des tensions entre son frère et son cousin. Le 16 mai à WrestleMania Backlash, Roman Reigns conserve son titre en battant Cesaro par soumission. Le 18 juin à SmackDown, après la victoire de Roman Reigns sur Rey Mysterio dans un Hell in a Cell match, Jimmy Uso effectue aussi un Heel Turn et célèbre avec son cousin. 
Le 9 juillet à SmackDown, le duo fraternel fait son retour et les trois Samoans s'allient officiellement, ce qui marque la naissance du clan. Le 18 juillet lors du pré-show à Money in the Bank, les Usos redeviennent champions par équipes de SmackDown, pour la cinquième fois, en battant Los Mysterios (Dominik et Rey Mysterio). À la fin de la soirée, Roman Reigns conserve son titre en rebattant Edge. Après le combat, John Cena, de retour après un an d'absence, le défie. Le 21 août à SummerSlam, les Usos conservent leurs titres en rebattant leurs mêmes adversaires. À la fin de la soirée, Roman Reigns conserve son titre en battant John Cena. Après le match, Brock Lesnar fait son retour après un an et 4 mois d'absence, en tant que Face, et le confronte à son tour. Le 26 septembre à Extreme Rules, les Usos conservent leurs titres en battant les Street Profits. À la fin de la soirée, Roman Reigns conserve son titre en battant The Demon Finn Bálor dans un Extreme Rules match et fait subir à son adversaire sa seconde défaite sous sa forme démoniaque. 
Le 21 octobre lors du pré-show à Crown Jewel, les Usos battent le Hurt Business (Cedric Alexander et Shelton Benjamin) dans un match sans enjeu. À la fin de la soirée, Roman Reigns conserve son titre en battant Brock Lesnar, aidé par ses cousins. Le 17 décembre à SmackDown, Roman Reigns met fin à son alliance avec Paul Heyman, le renvoie et lui porte un Superman Punch avant que les Usos et lui ne subissent des F-5 de Lesnar. 
Le 1er janvier 2022 à Day 1, les Usos conservent leurs titres en battant le New Day. Le 29 janvier 2022 au Royal Rumble, Roman Reigns perd face à Seth "Freakin" Rollins par disqualification, mais conserve son titre. Plus tard dans la soirée, il intervient dans le match entre Brock Lesnar et Bobby Lashley, pour le titre de la WWE, porte un Spear sur le premier, permet au second de gagner le combat et le titre, se réconcilie également avec Paul Heyman et le réintégre dans son clan. Le 19 février à Elimination Chamber, Roman Reigns conserve son titre en battant Goldberg par soumission[réf. nécessaire].
Le 2 avril à WrestleMania 38, les Usos conservent leurs titres en battant Rick Boogs et Shinsuke Nakamura. Le lendemain dans la même soirée, Roman Reigns conserve son titre et redevient champion de la WWE, pour la quatrième fois, en rebattant Brock Lesnar dans un Winner Takes All match, devient double champion et unifie les deux titres. Le 8 mai à WrestleMania Backlash, le trio samoan bat Drew McIntyre et RK-Bro (Randy Orton et Riddle) dans un 6-Man Tag Team match. Le 20 mai à SmackDown, les Usos conservent leurs titres et redeviennent champions par équipes de Raw, pour la troisième fois, en rebattant RK-Bro (Randy Orton et Riddle) dans un Winner Takes All match, aidés par une intervention extérieure de Roman Reigns et Paul Heyman, deviennent doubles champions et unifient les quatre titres.
Le 2 juillet à Money in the Bank, les Usos conservent leurs titres en rebattant les Street Profits. Le 30 juillet à SummerSlam, ils conservent leurs titres en rebattant leurs mêmes adversaires. À la fin de la soirée, Roman Reigns conserve ses titres en rebattant Brock Lesnar dans un Last Man Standing match. Le 3 septembre à Clash at the Castle, Roman Reigns conserve ses titres en battant Drew McIntyre, aidé par une intervention extérieure de Solo Sikoa qui fait ses débuts et rejoint officiellement le clan. Le 13 septembre à NXT, Solo Sikoa devient le nouveau champion nord-américain de NXT en battant Carmelo Hayes et remporte le titre pour la première fois de sa carrière. La semaine suivante à NXT, il est contraint d'abandonner la ceinture, car il n'avait pas l'autorisation de répondre à l'Open Challenge. Trois soirs plus tard à SmackDown, Sami Zayn devient membre honoraire et rejoint officiellement le clan.
Le 5 novembre à Crown Jewel, les Usos conservent leurs titres en battant les Brawling Brutes (Ridge Holland et Butch)[source insuffisante]. À la fin de la soirée, Roman Reigns conserve ses titres en battant Logan Paul. Le 26 novembre aux Survivor Series: WarGames, les cinq catcheurs du clan battent les Brawling Brutes (Sheamus, Ridge Holland et Butch), Drew McIntyre et Kevin Owens dans le tout premier Men's WarGames match[réf. nécessaire]. 
Le 28 janvier 2023 au Royal Rumble, Roman Reigns conserve ses titres en rebattant Kevin Owens. Après le combat, ses cousins et lui tabassent son adversaire, mais Sami Zayn effectue un Face Turn, car il trahit le clan, avant que Jimmy Uso, Solo Sikoa et le premier ne le tabassent ensuite. Jey Uso refuse de participer au lynchage et quitte le ring, ce qui crée des tensions au sein du clan. Le 18 février à Elimination Chamber, Roman Reigns conserve ses titres en battant Sami Zayn[réf. nécessaire]. 
Le 1er avril à WrestleMania 39, les Usos ne conservent pas leurs ceintures, battus par Kevin Owens et Sami Zayn[réf. nécessaire]. Le lendemain, Roman Reigns conserve ses titres en battant Cody Rhodes, aidé par les interventions extérieures de ses cousins et son conseiller[réf. nécessaire].
Le 6 mai à Backlash, les jumeaux et leur frère cadet battent Matt Riddle, Kevin Owens et Sami Zayn dans un 6-Man Tag Team match[réf. nécessaire]. 
Le 27 mai à Night of Champions, pendant le match entre Kevin Owens, Sami Zayn, Roman Reigns et Solo Sikoa pour les titres incontestés par équipes de la WWE, les Usos interviennent en attaquant d'abord les deux Canadiens, mais portent ensuite un Superkick sur leur frère cadet par erreur. Jimmy Uso effectue un Face Turn en portant deux Superkicks à son désormais ex-Tribal Chief, tandis que Jey effectue un Tweener Turn, car il semble indécis entre choisir le camp de son frère ou celui de son cousin, bien qu'il quitte le ring avec le premier[réf. nécessaire]. 
Le 16 juin à SmackDown, Jey Uso effectue aussi un Face Turn en annonçant quitter officiellement le clan avec son frère aîné et porte un Superkick sur son ex-Tribal Chief. Les jumeaux portent ensuite un Superkick sur leur frère cadet et un autre sur Roman Reigns[réf. nécessaire]. Le 1er juillet à Money in the Bank, Roman Reigns et Solo Sikoa perdent face aux jumeaux dans un Bloodline Civil War Tag Team match, ce qui fait que le champion Universel incontesté de la WWE subit sa première défaite après trois ans et demi d'invincibilité[réf. nécessaire]. Le 5 août à SummerSlam, Roman Reigns conserve son titre et son statut de Tribal Chief en battant Jey Uso dans un Tribal Combat match. Pendant le combat, Jimmy Uso intervient dans le match et effectue un Heel Turn en portant un Superkick sur son propre frère cadet[réf. nécessaire].
Le 7 octobre à Fastlane, Jimmy Uso et Solo Sikoa perdent face à John Cena et LA Knight[réf. nécessaire]. Le 4 novembre à Crown Jewel, Solo Sikoa prend sa revanche sur John Cena[réf. nécessaire]. À la fin de la soirée, Roman Reigns conserve son titre en battant LA Knight avec l'aide des interventions extérieures de Jimmy Uso[réf. nécessaire].
Le 27 janvier 2024 au Royal Rumble, Roman Reigns conserve son titre en battant AJ Styles, LA Knight et Randy Orton dans un Fatal 4-Way match. Le 16 février à SmackDown, The Rock devient officiellement membre du clan.
Le 6 avril à WrestleMania XL, Jimmy Uso perd face à son frère jumeau. À la fin de la soirée, The Rock et Roman Reigns battent Seth Rollins et Cody Rhodes. Le lendemain, Roman Reigns ne conserve pas sa ceinture, battu par The American Nightmare dans un Bloodline Rules match, ce qui met fin à un règne record de 1316 jours.

#### Bloodline de Solo Sikoa (2024-...)
Le 12 avril à SmackDown, Jimmy Uso effectue un Face Turn, car il est attaqué dans le dos par Tama Tonga qui fait ses débuts dans la compagnie et exclu du clan par Solo Sikoa qui lui porte trois Samoan Spikes. Le 4 mai à Backlash, Solo Sikoa et Tama Tonga battent R-KO (Randy Orton et Kevin Owens) dans un Street Fight match, aidés par l'intervention extérieure de Tonga Loa qui fait ses débuts et rejoint officiellement le clan.  
Le 21 juin à SmackDown, Solo Sikoa perd face à Cody Rhodes par disqualification, car ses cousins attaquent son adversaire et ce dernier reçoit le renfort du Canadien et de The Viper. Jacob Fatu fait ses débuts, attaque les trois catcheurs et rejoint officiellement le clan. La semaine suivante à SmackDown, Solo Sikoa organise une cérémonie de reconnaissance en tant que nouveau Tribal Chief du clan. Ses trois cousins le reconnaissent, sauf Paul Heyman qui s'y refuse et effectue un Face Turn, car il se fait attaquer par les deux Samoans, les deux Tongiens et est exclu du clan. Le 6 juillet à Money in the Bank, Solo Sikoa, Jacob Fatu et Tama Tonga battent Cody Rhodes et R-KO (Randy Orton et Kevin Owens) dans un 6-Man Tag Team Match. Le 2 août à SmackDown, Jacob Fatu et Tama Tonga deviennent les nouveaux champions par équipes en battant #DIY (Johnny Gargano et Tommaso Ciampa) et remportent les titres pour la première fois de leurs carrières. Le 3 août à SummerSlam, Solo Sikoa ne remporte pas le titre incontesté, battu par Cody Rhodes dans un Bloodline Rules match qui sera aidé par une intervention de Roman Reigns, de retour après 4 mois d'absence. Le 23 août à SmackDown, en raison du fait qu'il devient l'enforcer de Solo Sikoa, Jacob Fatu est contraint de céder sa ceinture à Tonga Loa.
Le 5 octobre à Bad Blood, Solo Sikoa et Jacob Fatu perdent face à Roman Reigns et Cody Rhodes. Pendant le combat, Jimmy Uso fait son retour, après presque 6 mois d'absence, et attaque Tama Tonga et Tonga Loa aux abords du ring. Après le match, The Rock fait son retour, pour la première fois depuis WrestleMania XL, et confronte les deux Samoans et le champion incontesté. 
Le 25 octobre à SmackDown, Tama Tonga et Tonga Loa ne conservent pas leurs ceintures, battus par Motor City Machine Guns à la suite des interventions extérieures de Roman Reigns et les Usos. Le 2 novembre à Crown Jewel, Solo Sikoa, Jacob Fatu et Tama Tonga battent Roman Reigns et les Usos dans un 6-Man Tag Team match. Le 30 novembre aux Survivor Series: WarGames, "Big" Bronson Reed, Solo Sikoa, Jacob Fatu, Tama Tonga et Tonga Loa perdent face à Roman Reigns, Sami Zayn, Jey Uso, Jimmy Uso et CM Punk dans un Men's WarGames match. 
Le 6 janvier 2025 à Raw, Solo Sikoa perd face à Roman Reigns, dans un Tribal Combat match. Le 1er février au Royal Rumble, Jacob Fatu entre dans un Royal Rumble Match masculin en 12e position, mais se fait éliminer par Braun Strowman.

## Membres du groupe
| *  | Membres fondateurs |
| L  | Leader             |
| AL | Ancien Leader      |
| M  | Manager            |

| Identité     | Identité | Arrivée          | Départ          | Palmarès |
| ------------ | -------- | ---------------- | --------------- | --- |
| Roman Reigns | * AL     | 9 juillet 2021   | 5 juillet 2024  | 1 fois WWE Universal Champion 1 fois WWE Champion 1er leader du groupe                                                                                            |
| Paul Heyman  | * M      | 9 juillet 2021   | 28 juin 2024    | WWE Hall of Fame (2024) |
| Jey Uso      | *        | 9 juillet 2021   | 16 juin 2023    | Vainqueur du André the Giant Memorial Battle Royal 2021 1 fois WWE SmackDown Tag Team Champion - avec Jimmy Uso 1 fois WWE Raw Tag Team Champion - avec Jimmy Uso |
| Jimmy Uso    | *        | 9 juillet 2021   | 12 avril 2024   | 1 fois WWE SmackDown Tag Team Champion - avec Jey Uso 1 fois WWE Raw Tag Team Champion - avec Jey Uso                                                             |
| Sami Zayn    |          | 27 mai 2022      | 28 janvier 2023 | |
| Solo Sikoa   | L        | 3 septembre 2022 |                 | 1 fois NXT North American Champion 1 fois WWE United States Champion (actuel) 2e leader du groupe                                                                 |
| The Rock     |          | 16 février 2024  | 8 avril 2024    | |
| Tama Tonga   |          | 12 avril 2024    |                 | 1 fois WWE Tag Team Champion - avec Jacob Fatu puis Tonga Loa |
| Tonga Loa    |          | 4 mai 2024       |                 | 1 fois WWE Tag Team Champion - avec Tama Tonga |
| Jacob Fatu   |          | 21 juin 2024     | 7 juin 2025     | 1 fois WWE Tag Team Champion - avec Tama Tonga 1 fois WWE United States Champion                                                                                  |
| JC Mateo     |          | 10 mai 2025      |                 | |
| Tala Tonga   |          | 28 juin 2025     |                 | |

## Palmarès
- World Wrestling Entertainment
  - 1 fois Undisputed WWE Universal Champion (WWE Universal Champion + WWE Champion) - Roman Reigns
  - 1 fois Undisputed WWE Tag Team Champion (WWE SmackDown Tag Team Champion + WWE Raw Tag Team Champion) - The Usos
  - 1 fois NXT North American Champion - Solo Sikoa
  - 1 fois WWE Tag Team Champion - Tama Tonga et Jacob Fatu puis Tonga Loa
  - 2 fois WWE United States Champion - (1 fois) Jacob Fatu et Solo Sikoa (1 fois et actuel)
  - Vainqueur du André the Giant Memorial Battle Royal en 2021 - Jey Uso
  - Introduction aux WWE Hall of Fame en 2024 - Paul Heyman

### Note
1. ↑  Il avait brièvement quitté le clan le 17 décembre 2021 avant d'y revenir le 29 janvier 2022
2. ↑  Il avait brièvement quitté le clan le 2 juin 2023 avant d'y revenir le 22 septembre 2023
3. ↑  Il est devenu officiellement membre du clan le 23 septembre 2022. Il était auparavant associé
4. ↑  Il n'a jamais quitté officiellement le clan mais il s'agit de sa dernière apparition en tant que membre